# Coach

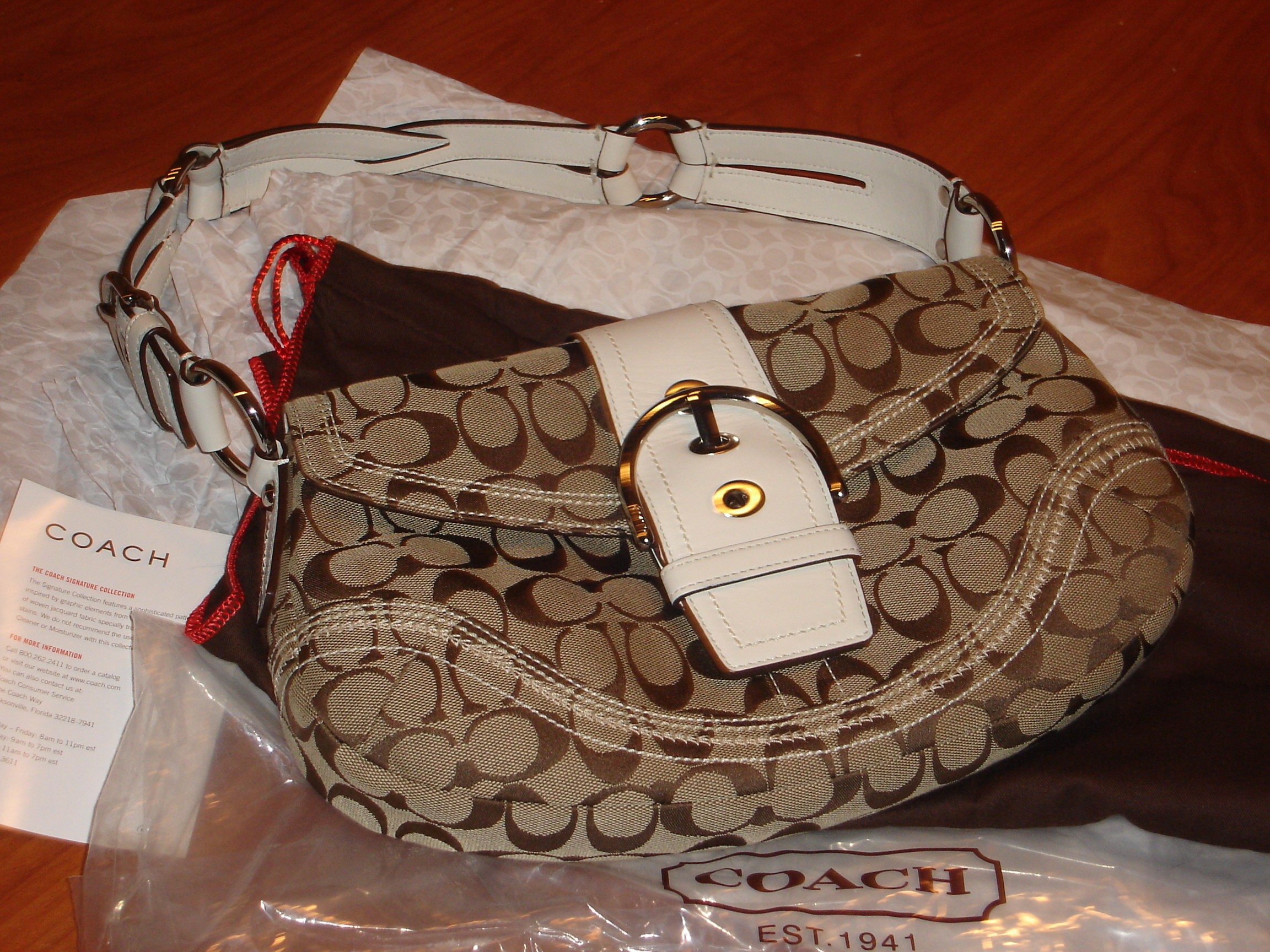
O poşetă Coach

Coach este o companie americană specializată în produse și accesorii din piele de lux, înființată în 1941.
În anul 2008, compania avea 10.000 de angajați, iar în 2007 a înregistrat venituri totale de 1,5 miliarde euro, și un venit net de peste 400 milioane de euro.